# Pedro González González (alcalde)
Pedro González González, apodado «Perucho» (Vegamián, León, 1893-Madrid, 28 de mayo de 1940) fue un político y sindicalista español, miembro de Izquierda Republicana. Fue alcalde de Leganés durante la Segunda República Española en dos etapas no consecutivas: desde 1931 hasta 1934, y de nuevo en 1936.

## Biografía
Ferroviario de profesión y vecino de Leganés desde muy joven, trabajaba como oficial de intervención de primera clase en la Compañía de los Ferrocarriles de Madrid a Cáceres y Portugal, posteriormente integrada en la Compañía Nacional de los Ferrocarriles del Oeste y embrión de la futura RENFE, antes de dedicarse a la política. A nivel local fue uno de los impulsores y colaboradores de las primeras organizaciones sindicales obreras de la villa, como la Sociedad de Obreros Agricultores y Horticultores La Constante y la Sociedad de Albañiles Adelante, ambas afiliadas a la UGT.
Miembro del Partido Republicano Radical Socialista y concejal desde 1925, fue elegido alcalde de Leganés con carácter provisional seis días después de la proclamación de la Segunda República, el 20 de abril de 1931, al ser presidente del Comité Republicano Socialista de la localidad. El 31 de mayo se celebraron elecciones municipales parciales y el 5 de junio fue elegido alcalde de forma unánime por los concejales electos, pertenecientes a su partido, al PSOE y a la UGT, al ser el candidato más votado por los vecinos. 
Permaneció en el cargo hasta las elecciones de 1933, en las que el triunfo de la derecha y la derrota de la subsiguiente revolución de octubre de 1934 motivaron su cese por orden ministerial el 16 de octubre de 1934. Continuó trabajando como concejal republicano en la corporación municipal y fue partícipe de la fundación ese mismo año de Izquierda Republicana, partido político liderado por Manuel Azaña, resultado de la fusión del PRRS, Acción Republicana y la ORGA, del que fue presidente en su localidad.
El 27 de febrero de 1936, tras la victoria electoral del Frente Popular en los comicios de ese año, fue de nuevo nombrado alcalde de Leganés. Esos días presidió la instalación de los primeros teléfonos en la historia del municipio e impulsó la creación de escuelas municipales. Tras el estallido de la guerra civil española evitó la quema de la iglesia de San Salvador, en cuyo interior hay un retablo de José de Churriguera. 
Ante la entrada de las tropas franquistas en la localidad el 4 de noviembre de 1936, tuvo que refugiarse en Madrid. El 24 de abril de 1939 se produjo su detención en la capital, a pocos días de haber terminado la contienda, y tras un consejo de guerra el 3 de noviembre de 1939 fue condenado a muerte. Su fusilamiento se produjo el 28 de mayo de 1940 en el Cementerio del Este de Madrid. 
Tras el restablecimiento de la democracia en 1975, la ciudad de Leganés ha puesto en valor la labor del exalcalde. La calle principal del barrio de Arroyo Culebro fue nombrada en su honor.